# Magic Bus: The Who on Tour
Magic Bus: The Who on Tour è la prima raccolta del gruppo britannico The Who, pubblicata negli USA nel 1968. La raccolta contiene brani già pubblicati sul secondo e sul terzo album in studio e su singoli ed EP; è il quarto album pubblicato negli USA dal gruppo; venne prodotto per capitalizzare il successo generato dal loro lungo tour di quell'anno.

## Accoglienza
Raggiunse la posizione n. 39 della classifica di Billboard.

## Tracce
Lato A
1. Disguises – 3:14 (Pete Townshend) – dall'EP Ready Steady Who
2. Run, Run, Run – 2:44 (Pete Townshend) – dall'album A Quick One
3. Dr. Jekyll and Mr. Hyde – 2:27 (John Entwistle) – dal singolo Magic Bus
4. I Can't Reach You – 3:05 (Pete Townshend) – dall'album The Who Sell Out
5. Our Love Was, Is – 3:09 (Pete Townshend) – dall'album The Who Sell Out
6. Call Me Lightning – 2:25 (Pete Townshend) – dal singolo Dogs/Call Me Lightning

Durata totale: 17:04
Lato B
1. Magic Bus – 3:21 (Pete Townshend) – dal singolo Magic Bus
2. Someone's Coming – 2:33 (John Entwistle) – dal singolo I Can See for Miles
3. Doctor, Doctor – 3:02 (John Entwistle) – dal Pictures of Lily/Doctor, Doctor
4. Bucket T – 2:11 (Altfield, Christian, Torrence) – dall'EP Ready Steady Who
5. Pictures of Lily – 2:43 (Pete Townshend) – dal singolo Pictures of Lily/Doctor, Doctor

Durata totale: 13:50